# Amstetten
Amstetten er en by og kommune i Niederösterreich, Østrig, beliggende i den historiske region Mostviertel. Byen er især kendt for Fritzl-sagen.